# Maria Laura Mainetti
Sor Maria Laura Mainetti (Lecco, 20 de agosto de 1939 - Chiavenna, 6 de junio de 2000), nacida como Teresina Elsa Mainetti, fue una superiora de la comunidad religiosa de las Hijas de la Cruz en el Instituto María Inmaculada de Chiavenna. Fue asesinada en un rito satánico de 19 cuchilladas la noche del 6 de junio de 2000 por tres chicas de dieciséis y diecisiete años. La muerte de Mainetti fue declarada como martirio por la Congregación para las Causas de los Santos. Por lo mismo, fue beatificada el 6 de junio de 2021, vigésimo primer aniversario de su asesinato.

## Biografía
Décima hija de Stefano Mainetti y Marcellina Gusmeroli, originaria de Valtelina, quedó huérfana de su madre a los pocos días de nacer. Luego fue atendida primero por su hermana Romilda y luego por la segunda esposa de su padre. Además, sor María Amelia quien fuera amiga de su madre fallecida, también se ocupó de su educación, haciéndola continuar sus estudios en la ciudad de Parma con las hermanas de su congregación, las Hijas de la Cruz. Después de la secundaria asistió al Instituto Magistral, que luego completó en Roma en 1960.
La joven interpretó las palabras "tienes que hacer algo lindo por los demás", que le dijo un sacerdote durante una confesión como un plan de Dios para ella y en 1957 le dijo a su familia que quería ser monja. El 22 de agosto inició el noviciado en las Hijas de la Cruz de Roma, el 15 de agosto de 1959 emitió sus primeros votos, cambiando su nombre a María Laura y en 1960 profesó los votos perpetuos en La Puye.
Luego comenzó su labor como educadora en diversas escuelas primarias de las Hijas de la Cruz en Vasto, Roma, Parma y finalmente Chiavenna. En 1987 se convirtió en la superiora de su comunidad.

## Asesinato
La noche del 6 de junio de 2000, alrededor de las 10 de la noche, salió del convento para ayudar a una joven que la había llamado por teléfono y le había dicho que quedó embarazada tras ser violada y que estaba planteándose abortar, y quería pedirle ayuda. Sin pensárselo, pese a que eran las 10 de la noche, María Laura Mainetti, salió en su ayuda y quedó con ella en un parque para auxiliarla espiritualmente y animarla a seguir adelante con aquel supuesto embarazo. Sin embargo, solo era una excusa inventada por la joven, Ambra Gianasso, de diecisiete años, para poder encontrarse con la monja en un lugar aislado, el parque Marmitte dei Giganti, poco frecuentado por la noche, y así poder ofrecerla, junto a sus amigas Veronica Pietrobelli y Milena De Giambattista, como sacrificio a Satanás.
Según confesaron las adolescentes, la víctima inicialmente designada habría sido el entonces párroco de la localidad monseñor Ambrogio Balatti, posteriormente descartado por su robusta complexión que habría dificultado el asesinato; por lo que la elección se trasladó a Mainetti, con un físico esbelto y por tanto considerada un blanco más fácil de asesinar. La conocían porque había sido su profesora de catecismo.
Las tres jóvenes acompañaron a la monja por un sendero poco iluminado, inicialmente la golpearon con una teja y terminaron matándola con el cuchillo de cocina traído por De Giambattista, con diecinueve puñaladas, una más de lo esperado, ya que deberían haberle infligido seis cada una de ellas, formando el número de la Bestia, para contar un total de dieciocho. Las jóvenes confesaron, durante los interrogatorios de la investigación, que mientras la golpeaban ahora arrodillada en el suelo, la hermana María Laura pidió a Dios que perdonara a las muchachas. La investigación del asesinato excluyó la participación directa o indirecta de un adulto, que pudiera haber influido en las adolescentes, mientras que se encontraron los cuadernos de las chicas con escritos satánicos y de cuya lectura resultó que, en los meses anteriores, habían hecho un juramento de sangre que las habría ligado indisolublemente.
Tras un juicio sumario en el Tribunal de Menores, Giambattista y Pietrobelli fueron condenadas a ocho años y medio de prisión y Giannaso a doce años y cuatro meses. Para 2008, las tres habían sido liberadas de prisión después de participar en programas de servicio comunitario.

## Beatificación
El 25 de octubre de 2005, el entonces obispo de la diócesis de Como Alessandro Maggiolini abrió el proceso diocesano de beatificación de Sor María Laura que finalizó el 30 de mayo de 2006. Posteriormente, en 2008, la Santa Sede aprobó la solicitud de inicio del proceso de beatificación. 
El 19 de junio de 2020, el papa Francisco autorizó a la Congregación para las Causas de los Santos a promulgar el decreto reconociendo su martirio, cumplido "In odium fidei".
La ceremonia de beatificación tuvo lugar en Chiavenna el 6 de junio de 2021.